# Anselmo Banduri
Anselmo Maria Banduri (18 de agosto de 1675 - 4 de enero de 1743) fue un benedictino, compilador, profesó la historia eclesiástica y anticuario nacido en Dalmacia .
(Croacia).
La muerte impidió a Banduri publicar las obras de Nicéforo de Constantinopla, de cuya edición, que tenía proyectada, había iniciado el prospecto en el año 1705 (cita sacada de la obra <<Biografía eclesiástica completa>>, Madrid, A.G. Fuentenebro, 1863)

## Biografía
Banduri fue un benedictino nacido en Ragusa en 1670, Dalmacia, de la Congregación de Meleda (Melita), siendo esta una isla del Adriático en donde se hallaba la rica abadía de los benedictinos, situada sobre un islote de Lago-Grande, en donde arribó San Pablo cuando fue llevado a Roma, y tomó el hábito de los benedictinos en Nápoles para luego ir a Florencia donde fue nombrado profesor de lenguas en varias Casas de su Orden, y Bernard de Montfaucon (1655-1741), célebre erudito de Francia recomendó Banduri al gran duque de Toscana Cosme III de Médici.
Cosme III quien había cavilado nombrar a Banduri rector de la universidad de Pisa, y surtirle de todo lo que pudiese necesitar, al mismo tiempo, creyó conveniente que sería ventajoso para un hombre joven como Banduri, pasar algunos años en París, en la abadía de Saint-Germain-des-Prés, consintiéndolo el gran duque de Toscana.
Banduri llegó a París a finales de 1702 y se alojó en la citada abadía donde su patrono Cosme III le suministró todo lo necesario para colmar la vida en la abadía de Banduri, procurando corresponder a los desiginios de Cosme III, dando a las imprentas obras muy raras o poco renombradas de historia eclesiástica, con algunas puntualizaciones, y la Academia de Inscripciones y Lenguas Antiguas le aceptó en el número de sus individuos en 1715 y Luis I de Orleans, del ducado de Orleans, le escogió bibliotecario suyo en 1724, con aposento en el Palacio abandonando la abadía y murió Banduri en 1743 a los 72 años, y debe ser Banduri encomiado de la profusión de compiladores, ya que relevó diversos manuscritos inéditos concernientes a la historia de Constantinopla, comparándolos, traduciéndolos al latín, y clarificando los pasajes obscuros, los unió a otros documentos con la misma finalidad conocidos ya .
Banduri en 1711 publicó su obra más célebre <<Imperio oriental, antigüedades de Constantinopla>>, en la que otras cosas trae la obra una columna erigida por Arcadio que se hallaba en Constantinopla en la que figuran representadas muchos de los acontecimientos y triunfos de Teodosio contra las naciones bárbaras, delineada por el pintor Gentile Bellini (-1507) dejando Eugene Muntz (1845-1902) la obra <<La columna teodosiana a Constantinopla después de los diseños de Gentile Bellino conservados en el Louvre y en la escuela de bellas-artes>>, en francés, París, E. Leroux, 1888, y además grabadas todas sus efigies en 18 láminas diferentes, habiéndolas antes confrontadas con el original de Bellino, y tomando sus ciertos informes de los embajadores que se encontraban en la puerta de concernir en un todo de la de la columna para mayor precisión, exponiéndolo en su prefacio disertando con esta extensión de estas columnas (la otra edificada por Teodosio desaparecida), y en el tomo II se hallan muchos godos y algunos de sus próceres y optimates, que después de ser derrotados por Teodosio fueron admitidos a su gracia y los cogió para emplearlos en la guerra.
La citada obra de Banduri fue impugnada por Casimiro Oudin (1638-1717), docto bibliógrafo, hombre sabio pero parcial, y disgustado porque Banduri había subsanado en algunos errores que aquel cayó, nacido en Charleville-Mézierès, quien en 1658 consagró su vida con el hábito de la Orden de Canónigos Premonstratenses, cursando teología, filosofía e historia eclesiástica, visitador en 1681 de todas las órdenes que poseía su Orden en Francia y los Países Bajos, extrayendo de sus archivos información relativa a la Historia para realizar sus trabajos, abjurando de sus votos y religión en 1690, a pesar del empleo que le ofreció Mayer superintendente de Hamburgo se instaló en Leiden, juzgando severamente a los autores católicos, dejando escritas varias obras entre ellas <<Commentarius de scriptoribus ecclesiae antiquis>>, Lipsiae: M.G. Weidmanni, 1722, 3 vols.; Banduri le replicó llenándole de desconcierto en el prefacio de su obra <<Numismática del Imperio romano>>, colección impresa en 1718, 2 tomos en folio, enriquecida con una biblioteca numismática, siendo necesario adicionar un "Suplemento" de Gerónimo Tanini reimpresa en Hamburgo en 1719, bajo el mando de Johann Albert Fabricius con un repertorio de disertaciones de muchos sabios sobre las medallas.

## Obras
- Conspectus operum Sancti Nicephori, París, 1705.
- Imperio orientale, sive Antiquitates Constantinopolitanae, 1711, in-fol., 2 vols.
- Numismata imperatorum romanorum a Trajano Decio ad Paleologos Augustos, 1718, in-fol., 2 vols.
- Otras